# The Inner Mind
The Inner Mind è un cortometraggio muto del 1911 diretto da Otis Turner.

## Produzione
Il film fu prodotto dalla Selig Polyscope Company.

## Distribuzione
Distribuito dalla General Film Company, il film - un cortometraggio in una bobina - uscì nelle sale cinematografiche statunitensi il 2 novembre 1911.